# Jakob Fischbacher
Jakob Fischbacher (* 28. Mai 1886 in Babensham bei Wasserburg am Inn; † 16. Februar 1972 in Rosenheim) war ein deutscher Politiker der Bayernpartei.

## Biografie
Nach dem Besuch der Gymnasien in Rosenheim und Freising studierte Fischbacher 1908 bis 1913 Rechts- und Staatswissenschaften sowie Geschichte und Philosophie. Anschließend war er Direktor des „Oberbayerischen Christlichen Bauernvereins“, bis er 1934 aus politischen Gründen seines Amtes enthoben wurde.
1945 bis 1948 war Fischbacher Bezirksdirektor Oberbayern des Bayerischen Bauernverbandes. 1947 war er Mitbegründer der Bayernpartei, deren oberbayerischer Bezirksvorsitzender er wurde. Innerhalb der BP gehörte er zu der Gruppe prinzipiell CSU-kritischer Politiker um Joseph Baumgartner, Ludwig Lallinger, Ludwig Volkholz und Ernst Falkner.
Im April 1947 löste er die Affäre Fischbacher aus, als er gegen
deutsche Flüchtlinge aus Mittel- und Osteuropa und Preußen hetzte.

„Wenn ein Bauernsohn eine norddeutsche Blondine heiratet, so ist dies in meinen Augen Blutschande. Die Preußen, dieses Zeugs, und die Flüchtlinge müssen hinausgeworfen werden, und die Bauern müssen dabei tatkräftig mithelfen. Am besten schickt man die Preußen gleich nach Sibirien.“

1950 bis 1962 gehörte Fischbacher dem Bayerischen Landtag an und war dort von 1957 bis 1960 Fraktionsvorsitzender der BP. Von 1952 bis 1953 war er Parteivorsitzender und 1960 wurde er Ehrenvorsitzender seiner Partei.

## Ehrungen
- König Ludwig-Kreuz für Heimatverdienste während der Kriegszeit (1918)
- Kronprinz-Rupprecht-Medaille in Bronze (1927)
- Goldene Staatsmedaille für Verdienste um die bayerische Landwirtschaft (1957)
- Bayerischer Verdienstorden (1959)
- Bayerische Verfassungsmedaille in Silber (1965)
- Großes Verdienstkreuz des Verdienstordens der Bundesrepublik Deutschland

## Veröffentlichungen
- Jakob Fischbacher: Das Volkssparwesen in Bayern. o. J.